# نماز عصر
نماز عصر یا نماز وسطی یا نماز دیگر سومین  نماز از نمازهای پنجگانه‌ای است که بر مسلمانان فرض یا واجب است. به گفته برخی در قرآن کریم از این نماز با نام نماز وسطی یاد شده‌است. این نماز چهار رکعت است که به صورت سری و آهسته خوانده می‌شود. در سفر این نماز شکسته خوانده می‌شود  به این معنی که ۲ رکعتی خوانده می‌شود.

## نزد شیعیان
در این مذهب نماز عصر باید در این اوقات خوانده شود:
- اول وقت نماز عصر: هنگامی که نماز ظهر خوانده شود.
- آخر وقت نماز عصر: ابتدای غروب خورشید

با این حال خواندن نماز در اول وقت آن بسیار مهم است. در نامه ۵۲ نهج البلاغه علی به فرمانداران خود در شهر مختلف نامه‌ای می‌نویسد و اوقات نمازهای پنجگانه را به این صورت توضیح می‌دهد:
"پس از یاد خدا و درود نماز ظهر را با مردم وقتی بخوانید که آفتاب به طرف مغرب رفته، سایه آن به اندازه دیوار آغل بز گسترده شود، و نماز عصر را با مردم هنگامی بخوانید که خورشید سفید است و جلوه دارد و پاره‌ای از روز مانده که تا غروب می‌توان دو فرسخ راه را پیمود. و نماز مغرب را با مردم زمانی بخوانید که روزه دار افطار، و حاجی از عرفات به سوی منی کوچ می‌کند. و نماز عشاء را با مردم وقتی بخوانید که شفق پنهان، و یک سوّم از شب بگذرد، و نماز صبح را با مردم هنگامی بخوانید که شخص چهره همراه خویش را بشناسد، و نماز جماعت را در حد ناتوان آنان بگزارید، و فتنه گر مباشید."

## نزد اهل سنت
در این مذهب نماز عصر باید در این اوقات خوانده شود:
- اول وقت عصر: زمانی است که طول سایه هر چیزی، دوبرابر طول آن چیز شود که مصادف است با فاصله‌ی زمانی بین نماز ظهر و غروب آفتاب [نیازمند منبع]
- آخروقت عصر: هنگامی که خورشید زیر افق غروب کند با این حال در مذاهب نهی شده‌است که بدون عذر در خواندن این نماز به اندازه‌ای تاخیر شود که خورشید شروع به غروب کند و رنگ آن به قرمز و نارنجی مایل شود. و باید در اول وقت ادا شود.

در حدیث صحیح مسلم و بخاری ابو موسی نقل می‌کند که پیامبر گفت: "کسی که نماز البردین (نماز صبح و عصر) را بخواند وارد بهشت می‌شود." در حدیث دیگر آمده است که پیامبر می‌گوید: "کسی که نماز عصر او قضا شود گویا خانواده و مال خود را از دست داده است"